# Длугошин
Длугошин (пол. Długoszyn) — село в Польщі, у гміні Суленцин Суленцинського повіту Любуського воєводства.
Населення — 438 осіб (2011).
У 1975-1998 роках село належало до Гожовського воєводства.

## Демографія
Демографічна структура станом на 31 березня 2011 року:
|          | Загалом | Допрацездатний вік | Працездатний вік | Постпрацездатний вік |
| -------- | ------- | ------------------ | ---------------- | -------------------- |
| Чоловіки | 231     | 52                 | 162              | 17                   |
| Жінки    | 207     | 33                 | 127              | 47                   |
| Разом    | 438     | 85                 | 289              | 64                   |